# 6-os busz (Nyíregyháza)
A nyíregyházi 6-os busz az Autóbusz-állomás és a Örökösföld között közlekedik.